# ابهاوزن
ابهاوزن (به آلمانی: Ebhausen) یک شهر در آلمان است که در Calw واقع شده‌است. طبق سرشماری ۲۰۲۰ ابهاوزن ۴٫۷۹۷ نفر جمعیت دارد.